# Dehydrogenaza semialdehydo-L-glutaminowa
Dehydrogenaza semialdehydo-L-glutaminowa – enzym z grupy oksydoreduktaz. Uczestniczy on w katabolizmie proliny. Redukując NAD+ do NADH + H+, przekształca izomer L γ-semialdehydu glutamonowego w glutaminian. Niedobór tego enzymu jest przyczyną choroby metabolicznej: hiperprolinemii typu II.